# エッジヒルの戦い
エッジヒルの戦い（Battle of Edge Hill）は、1642年10月23日に起こった清教徒革命のイングランド内戦（第一次イングランド内戦）における最初の戦闘である。戦死者は両軍あわせて4000人といわれる。

## 経緯
8月22日にイングランド中部ノッティンガムで挙兵した国王チャールズ1世と王党派は、9月13日まで滞在した後に西部を抑えるため出発、19日にウェリントンで議会派へ向けた宣戦布告を発し、翌20日にシュルーズベリーを占領した。一方の議会派はエセックス伯ロバート・デヴァルー率いる議会軍が9月9日にロンドンを出発、翌10日にノーサンプトンに到着した。議会軍は訓練不足で規律が取れていない、略奪をしたがる素人集団で、エセックス伯の権威で辛うじて纏まっている状態にあった。
チャールズ1世とエセックス伯はそれぞれ閲兵する一方で資金援助を要請、議会軍へはロンドンの長期議会がシティ・オブ・ロンドンに臨時課税を求め、国王軍へはオックスフォード大学が金を提供、ジョン・バイロンが大学で志願兵と金を受け取り、国王軍との合流を目指して19日にウスターに着いた。チャールズ1世はバイロン援護のため甥のルパート（後のカンバーランド公）を差し向け、議会軍はウスター占領へ進軍、9月23日にルパートの部隊と議会軍騎兵部隊が交戦（パウィック橋の戦い）、ルパートが勝利した。とはいえこの戦いは前哨戦に過ぎず、ウスターは議会軍に占領され、ルパートはバイロンと共に引き上げ、彼等と合流しシュルーズベリーで待機していたチャールズ1世は10月12日に進軍を再開、ロンドンを目指して南下した。
22日に国王軍はエッジコットに達し、議会軍はそこから西でウォリックの南10マイルにあるカイントンに到着していた。チャールズ1世はこのままロンドンへ向かうか、迂回して議会軍と対決するか選択を迫られたが、ルパートの進言で後者を選ぶと、カイントン南東5マイルにあるエッジヒルの丘を占領することをルパートに命令した。ルパートは翌23日朝までにエッジヒルを占拠、エセックス伯は部隊をエッジヒルから離れた場所で布陣を固めた。
両軍の数はほぼ同じで、国王軍が地の利を得ていたが、戦術と指揮系統で揉め事があった。それは総司令官リンジー伯爵ロバート・バーティーとルパートが戦術で対立し後者の意見が通り、ルパートがリンジー伯から命令を受けず国王から指示を受ける形式も問題になり、軍隊の指揮に自信を持てなくなったリンジー伯は辞任を国王に申し出て、司令官はフォース伯爵パトリック・ルスヴェンに譲られ、かつてルパートの家庭教師だったジェイコブ・アストレーが歩兵指揮官に任命された。国王軍は丘を降りて平原で議会軍と対峙、両軍は中央に歩兵隊を配置、国王軍右翼はルパートが騎兵隊を率いて布陣、左翼は同じく騎兵隊を率いたヘンリー・ウィルモットが布陣した。議会軍右翼はウィリアム・バルフォアとフィリップ・ステイプルトンが、左翼はジェームズ・ラムジーが、予備騎兵隊はバジル・フィールディングが率いた。

## 戦闘
23日正午過ぎに戦闘開始、砲撃が交わされた後に国王軍右翼を率いるルパートの騎兵隊が議会軍左翼に突撃、議会軍左翼は算を乱して敗走した。国王軍左翼のウィルモット部隊も呼応して突撃、議会軍は右翼も蹴散らされた。当初は国王軍の両翼騎兵隊が議会軍の両翼を圧迫し優位に立ったが、深追いしすぎたためがら空きの中央歩兵隊が残った議会軍のバルフォアとステイプルトンの騎兵隊および、エセックス伯やデンジル・ホリスが率いる歩兵隊の反撃に晒された。国王軍は必死に抵抗したが騎兵隊に打ち破られ、歩兵連隊を率いたリンジー伯は重傷を負い捕らえられ、戦闘から翌日の24日に死亡した。
やがて国王軍騎兵隊が戦場から戻り、国王軍は崩壊寸前から立ち直った。両軍とも態勢を立て直してのにらみ合いになり、そのまま日没まで経過、双方とも脱走兵の続出に窮し、翌24日朝に兵を退いた。騎兵隊を率いるジョン・ハムデンは戦闘が終わった23日の夜に議会軍に合流し攻撃を進言したが、エセックス伯は軍の被害に戦意喪失していたため進言を取り上げずウォリックへ撤退した。両陣営は互いに勝利を主張したが、エセックス伯はチャールズ1世のロンドン進軍を阻止出来なかった一方、議会軍は未だ温存されているため、どちらが勝利したかはっきりしない。
戦闘には後に国王となるチャールズ2世・ジェームズ2世兄弟も参戦しており、王太子だったチャールズは議会軍に反撃された時にピストルを撃とうとして側近に止められ、ヨーク公だったジェームズは両軍の銃撃戦の模様を後に語っている。また、戦闘前にアストレーが「主よ、貴方は今日私がどれほど忙しいかご存じですね。もし私があなたのことを忘れても、私のことを忘れないで下さい」と神に祈ったことも伝えられている。

## 戦後
その後しばらく練度に勝る国王軍の優勢は続き、27日にバンベリーは降伏、29日にチャールズ1世はオックスフォードで凱旋入城した。それから国王軍はロンドン進軍を続け、小規模な戦いで勝ち続けていった。しかし11月12日のブレントフォードの戦いでの略奪が議会の態度を硬化させ、ロンドンに帰還したエセックス伯の指揮下で防備を固められ、国王軍は士気が高い防衛軍を前にしてロンドン進軍を諦め、オックスフォードへの撤退を余儀なくされた。一方、議会軍の弱体さを知ったオリバー・クロムウェルはこの戦いに参加した後、従兄であるハムデンに議会軍の貧弱ぶりを語り、鉄騎隊の編成を急いだ。